# Alexandre José Maria dos Santos
Alexandre José Maria dos Santos (Zavala, 18 de marzo de 1924-Maputo, 29 de septiembre de 2021) fue un cardenal mozambiqueño de la Iglesia católica. Fue Arzobispo de Maputo (1975-2003). El 26 de junio de 1988, fue proclamado cardenal de San Frumencio en Prati Fiscali.

## Biografía
Asistió al seminario menor de los franciscanos en Amatongas, en la zona central de Mozambique. Luego fue enviado a Nyasalandia, hoy conocido como Malawi, para estudiar filosofía ya que en ese momento no existía un seminario mayor en Mozambique.
En 1947, fue admitido en el noviciado de la provincia portuguesa de los franciscanos en Varatojo, cerca de Lisboa. En 1948, estudió teología en Lisboa. Después de haber hecho su profesión solemne, fue ordenado sacerdote el 25 de junio de 1953, siendo el primer mozambiqueño negro en obtener la distinción. Cuando regresó a su país, en 1954, llevó a cabo su ministerio pastoral en las misiones franciscanas de la Provincia de Inhambane. En 1972, se convirtió en concejal de la provincia franciscana de Mozambique y rector del nuevo seminario menor del país en Vila Pery, hoy Chimoio.

## Episcopado
Después de que Mozambique se independizó de Portugal, el 23 de diciembre de 1974, fue elegido arzobispo de Maputo. Recibió su ordenación episcopal el 9 de marzo de 1975. Fue muy dedicado a favor de los pueblos afectados por la guerra civil y las calamidades naturales. Fundó la Caritas de Mozambique y fue su primer presidente. Promovió programas para ayudar a los pobres, los refugiados y las víctimas de la sequía. También se dedicó a la promoción de nuevas relaciones entre las comunidades eclesiales de países que fueron colonias portuguesas: Angola, Cabo Verde, Guinea Bissau, Santo Tomé y Príncipe.
El 22 de agosto de 1981, fundó las Hermanas Franciscanas de Nuestra Señora Madre de África, un instituto religioso africano para las niñas de Mozambique con el objetivo de hacer florecer la vida religiosa en el país. En septiembre de 1988 dio la bienvenida al papa Juan Pablo II en su viaje apostólico a Mozambique.

## Cardenal
Creado y proclamado Cardenal por Juan Pablo II en el consistorio del 28 de junio de 1988 con el título de San Frumencio en Prati Fiscali. Santos fue el primer sacerdote, el primer obispo y también el primer cardenal nacido en Mozambique.
Jugó un papel decisivo en el proceso de paz que rodeó el final de la Guerra Civil de Mozambique.
No participó en los cónclaves de 2005 y 2013, porque para entonces estaba por encima del límite de edad.